# Jørn Hjorting
Jørn Hjorting (født 12. januar 1931) (f. som Carlo Jørn Hjorting) er en dansk radio- og tv-vært, der er særlig kendt for i mange år at være vært i radioprogrammet De ringer, vi spiller.
Han blev ansat ved Danmarks Radios underholdningsafdeling i 1960, hvor han indledte den lange radiokarriere med ungdomsprogrammer som Teenagehjørnet og publikumsafstemningsprogrammet TI, VI KA' LI'. I 1968 havde han premiere på det program, der gjorde Hjorting til et fænomen og som skulle vise sig at blive et af de mest langtidsholdbare i dansk æterhistorie, nemlig De ringer, vi spiller. Konceptet var, at værten med en simpel quiz som påskud talte med almindelige folk fra hele landet. Programmet havde som forudsætning, at værten var i stand til at få folk, især husmødre og pensionister, der kunne høre programmet, når det blev sendt, til at føle sig trygge og berette om deres liv og dagligdag. Jørn Hjorting havde netop den evne, og lytterne valgte ham gang på gang som deres foretrukne radiofavorit. Også med programmer som Prøv lykken, Morgennisserne og Dansktoppen fik han succes. 
I 1984 fik han titel af redaktionsleder, og i 1989 blev han udnævnt til leder af dagredaktionen på P3. Syv år senere forlod han efter næsten 37 år Danmarks Radio fordi han blev headhuntet til at være med til at starte den nye radiostation Radio 2. På Radio 2  fortsatte han  med et lignende telefonprogram, og senere flyttede han fra radiomediet til tv for at blive vært i udsendelsen Snak med Hjorting på dk4, sammen med sin gode ven Niels Bernhart. Til samme kanal har han også lavet Prøv lykken – igen, der er en serie musikalske quiz-programmer fra kroer og forsamlingshuse overalt i landet. Hjorting har også en enkelt gang forsøgt sig som sanger og desuden som tekstforfatter. Han har medvirket i enkelte film.

## Filmografi
- Kvindesind (1980)
- Walter og Carlo - yes, det er far (1986)
- Bananen - skræl den før din nabo (1990)